# Nisch (arkitektur)

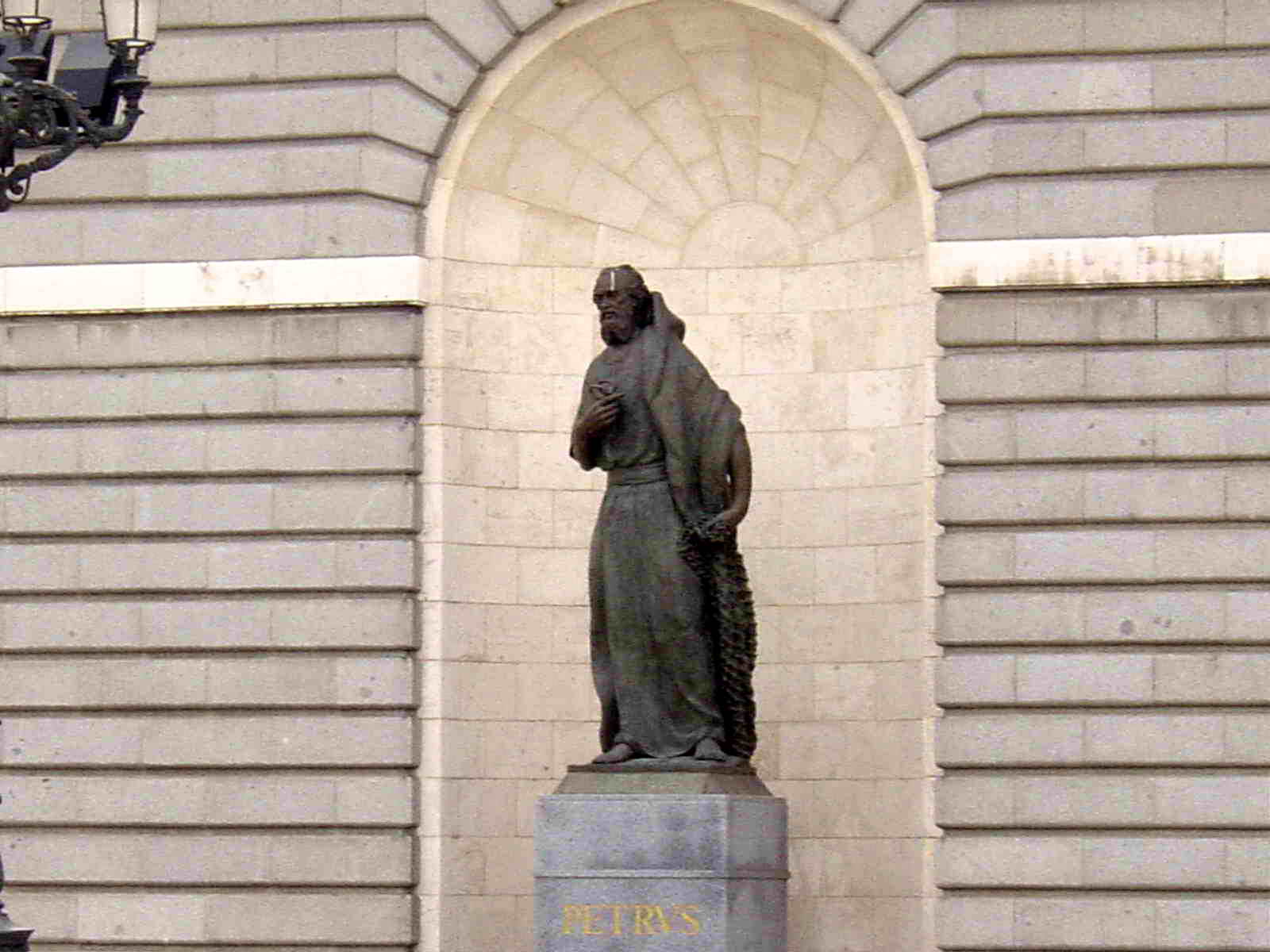
En staty i en nisch.

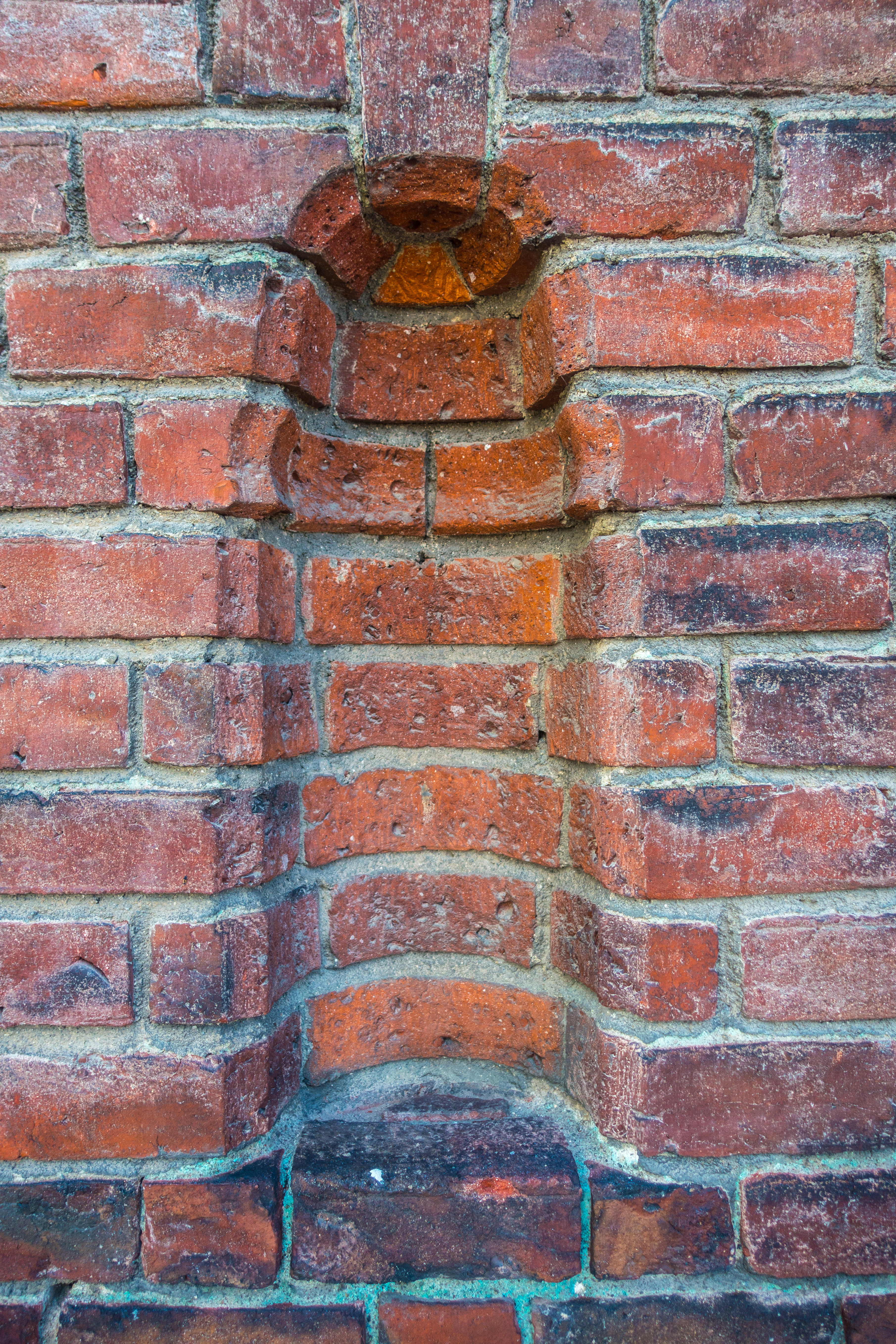
Nisch i fasaden på sydsidan av Stockholms stadshus.

Nisch är en fördjupning eller inbuktning i en mur, vanligen med halvcirkelformig upptill välvd avslutning eller rätvinklig plan och avsedd för placering av skulptur, ett kultföremål eller dylikt.
Det används även om en liknande fördjupning i väggen på ett rum. Fönsternisch har senare kommit att användas även om de fördjupningar som skapas av ett fönster.